# Premio Jeffery-Williams
Il premio Jeffery-Williams, istituito in onore dei matematici Ralph Lent Jeffery e Lloyd Williams, è un premio assegnato ogni anno dalla Canadian Mathematical Society come riconoscimento ai contributi significativi alla ricerca matematica.
Il premio è stato assegnato per la prima volta nel 1968. 

## Vincitori
- 1968: Irving Kaplansky
- 1969: Randall Pyke
- 1970: Wilhelmus Luxemburg
- 1971: William Thomas Tutte
- 1972: Philip J. Davis
- 1973: Harold Coxeter
- 1974: Hans Julius Zassenhaus
- 1975: Nathan Mendelsohn
- 1976: Max Wyman
- 1977: George Duff
- 1978: George Grätzer
- 1979: Israel Halperin
- 1980: Robert Langlands
- 1981: Jerrold E. Marsden
- 1982: Joseph Lipman
- 1983: Raoul Bott
- 1984: Cathleen Synge Morawetz
- 1985: Laurent Siebenmann
- 1986: Carl Samuel Herz
- 1987: Louis Nirenberg
- 1988: Joachim Lambek
- 1989: Eric Charles Milner
- 1990: Robert Sternberg
- 1991: Peter Lancaster
- 1992: Israel Michael Sigal
- 1993: James Arthur
- 1994: Donald Andrew Dawson
- 1995: Robert Moody
- 1996: Mark Goresky
- 1997: Stephen Halperin
- 1998: George Arthur Elliott
- 1999: John Friedlander
- 2000: Não Concedido
- 2001: David William Boyd
- 2002: Edwin Perkins
- 2003: Ram Murty
- 2004: Joel Feldman
- 2005: Edward Bierstone
- 2005: Pierre Milman
- 2006: Andrew Granville
- 2007: Nassif Ghoussoub
- 2008: Martin Barlow
- 2009: Stephen S. Kudla
- 2010: Mikhail Lyubich
- 2011: Kai Behrend
- 2012: Roland Speicher
- 2013: Zinovy Reichstein
- 2014: Askold Khovanskii
- 2015: Alejandro Ádem
- 2016: Daniel Wise
- 2017: Robert McCann
- 2018: Gordon Douglas Slade
- 2019: Jeremy Quastel
- 2020: Juncheng Wei